# クレーンケン
クレーン ケン（クレーン謙、1967年 - ）は、日本のイラストレーター。兵庫県芦屋市出身。

## 人物
- 祖父はイギリス人。
- 神戸のマリスト国際学校卒業。
- 有名マンガ家のアシスタントを経てフリーのイラストレーターに。
- 『ニューズウィーク』などの雑誌の表紙や風刺画を手掛けるほか、絵本の挿し絵、CDジャケット画、広告、新聞コラム連載など幅広く活躍中。

## 主な作品
- トイレの花子さん（KKベストセラーズ）
- 鬼丸くんの怪奇ファイル（ポプラ社）
- ヤマガタはかせの昆虫事件簿（草土文化）
- スパゲティのぼうけん(絵本塾出版)

## イラストレーション
- ニューズウィーク（表紙イラスト）
- JAPAN TIMES WEEKLY（表紙イラスト）
- Forbes 日本版（表紙イラスト）
- 爆笑問題・パックンのニュースで学ぶ本（表紙イラスト&カット）
- ぼっ♪ぼっ♪ぼくらはエジプト探検団（吉村作治著、表紙イラスト）
- 週刊ダイヤモンド（表紙イラスト）
- WINDS（日本航空機内誌）（イラスト）
- ダメ監督列伝（テリー伊藤著、表紙イラスト）
- なぜ、あの人は あんなに無責任なのか（和田秀樹著）
- 飢餓とミサイル（西岡力著）
- サイゾー（イラスト）
- 週刊アスキー、ビジネスアスキー（イラスト）
- ダイム（イラスト）
- 夕刊フジ（イラスト&コラム連載）
- RYO THE SKYWALKER（CDジャケット）

他多数

## 美術・アニメーション
- 経堂インドレストランガラムマサラ壁画
- 日本テレビ「からだ元気科」アニメーション